# Paço dos Almeidas
O Paço dos Almeidas, igualmente conhecido como Quinta dos Almeidas e Quinta do Paço, é um complexo rural histórico, situado nas proximidades da povoação de Avintes, no Município de Vila Nova de Gaia, em Portugal.

## Descrição
A Quinta dos Almeidas consiste numa propriedade anexa à praia fluvial do Areinho de Avintes, a aproximadamente 11,5 Km de distância da foz do Rio Douro. A propriedade faz fronteira com as ruas do Paço e do Areeinho, e o Caminho de Avintes. Os terrenos da quinta ocupam cerca de 8,06 Ha, podendo ser dividos em três zonas distintas: uma área mais a Norte que ocupa uma cota mais baixa, abaixo do nível das cheias, a parte intermédia, onde se situam os edifícios, e o espaço mais a Sul, com declives pronunciados, coberto por floresta. Grande parte da propriedade é considerada como Estrutura Ecológica Fundamental, sendo estes terrenos classificados como Reservas Ecológica Nacional e Agrícola Nacional.
Em termos de património construído, destacam-se os dois solares, construídos em períodos distintos. O mais antigo chegou a um avançado estado de degradação, sendo ainda visíveis as ruínas nos inícios da Década de 2010. O novo solar, que tinha originalmente dois pisos, possui um fontanário no seu exterior, e tem anexa uma capela, contando ainda com as armas da família Pereira-Brandão e vários elementos típicos da época seiscentista.

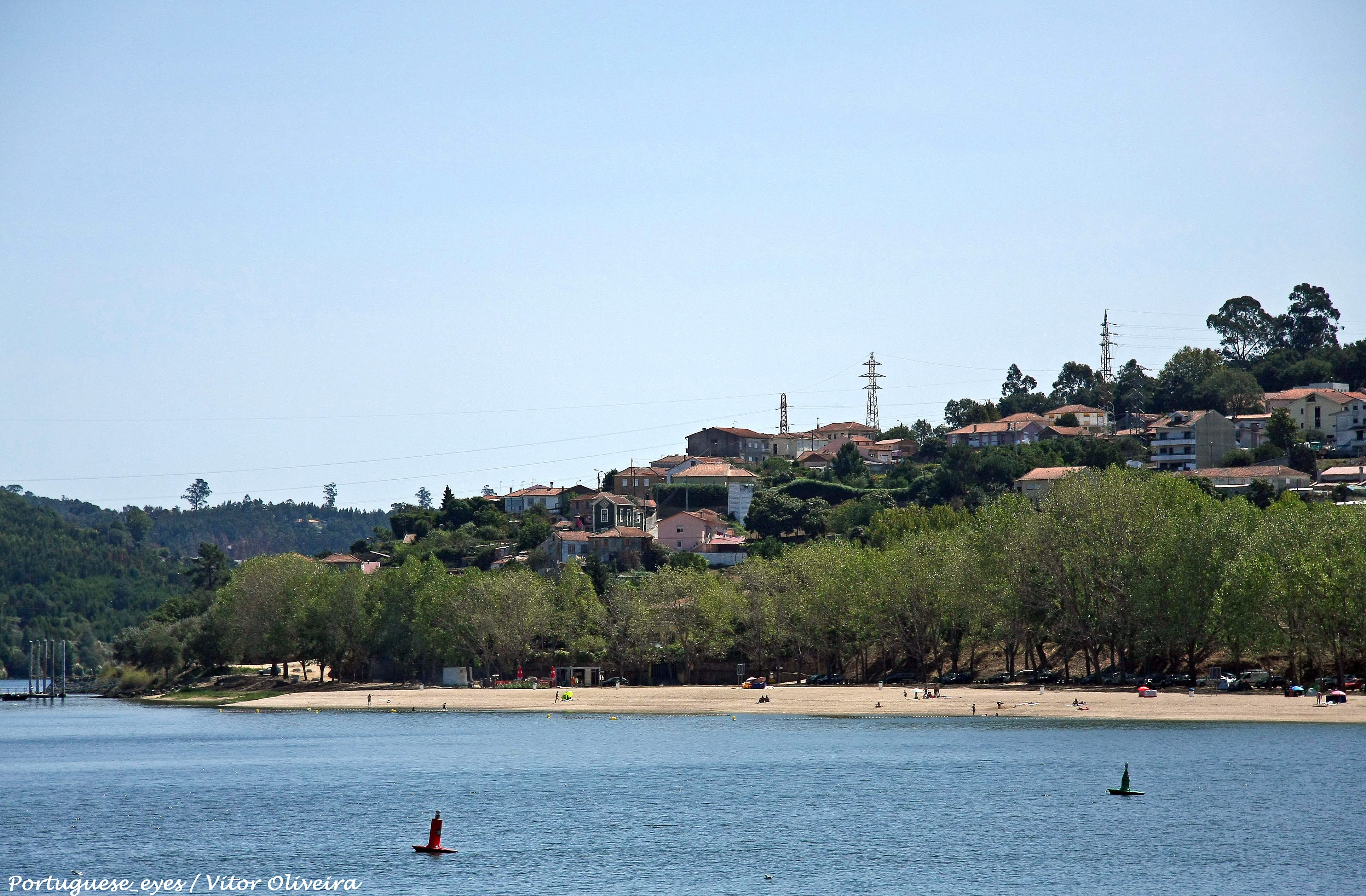
Praia Fluvial de Avintes, vista a partir da margem oposta do Rio Douro. Os terrenos da Quinta do Paço situam-se para lá do areal.

## História
A história da quinta inicia-se durante a Idade Média, estando então situada junto aos pontos de maior população na freguesia, Avintes e Espinhaço. O solar foi construído durante o século XVI, e desde logo a propriedade passou para a família Almeida, tendo estado na posse de figuras de relevo, como D. Francisco de Almeida, Vice rei da Índia, e posteriomente o Marquês do Lavradio e o Conde de Avintes. O afilhado deste último, o capitão de Infantaria João Luís do Couto Alão, também teve residência na quinta. No século XVII foi construída uma capela junto ao solar.
Em meados do século XIX, o Marquês do Lavradio ordenou a construção de um novo solar num local mais alto, próximo do caminho para Avintes, onde estava o antigo celeiro, tendo o primeiro solar ficado ao abandono. A capela foi desmontada e reconstruída, de forma a ficar anexa ao novo edifício. Nos finais do século, a Quinta do Paço estava na posse da Viscondessa de Balsemão e do seu esposo, Roberto Guilherme Woodhouse.  Na década de 1980, foram feitas obras no novo solar, que apesar de não terem sido terminadas, levaram à sua total descaracterização.
No regulamento do Plano Director Municipal da Câmara Municipal de Gaia, publicado em Julho de 2009, a Quinta do Paço em Avintes surge como um elemento com nível de protecção integral.